# Thuyết dynamo

Hình minh họa cơ chế dynamo tạo ra từ trường Trái Đất: các dòng đối lưu của kim loại lỏng ở lõi ngoài Trái Đất, được điều khiển bằng dòng nhiệt từ lõi trong, hình thành các cuộn do tác dụng của lực Coriolis, tạo ra dòng điện tuần hoàn tạo ra từ trường

Trong vật lý học thuyết dynamo hay geodynamo đề xuất một cơ chế mà theo đó một thiên thể như Trái Đất hoặc sao, tạo ra được từ trường.
Thuyết dynamo cho rằng và mô tả quá trình mà trong đó một khối chất lỏng dẫn điện ở trạng thái quay hoặc có dòng xoáy, có thể duy trì một từ trường trong quy mô thời gian thiên văn. Một dynamo (máy phát điện) như vậy được cho là nguồn từ trường của Trái Đất, cũng như từ trường của các hành tinh khác.

## Định nghĩa
Thuyết dynamo mô tả quá trình mà trong đó một khối chất lỏng dẫn điện đang ở trạng thái quay hoặc có dòng xoáy, sẽ duy trì một từ trường. Lý thuyết này cũng được sử dụng để giải thích sự hiện diện của các từ trường bất thường kéo dài trong các vật thể thiên thể. Chất lỏng dẫn trong mô hình geodynamo (mô hình Trái Đất) là sắt lỏng ở lõi ngoài Trái Đất, và trong mô hình dynamo mặt trời là khí ion hóa ở tachocline. Thuyết dynamo cho một thiên thể sử dụng phương trình Từ thủy động lực học (magnetohydrodynamic) để điều tra làm thế nào chất lỏng có thể liên tục tái tạo từ trường .
Có ba điều kiện cần thiết để một dynamo (máy phát điện) hoạt động:
- Một khối chất lỏng dẫn điện
- Động năng được cung cấp bởi tự quay của hành tinh
- Một nguồn năng lượng bên trong để thúc đẩy chuyển động đối lưu trong chất lỏng [3].

Trong trường hợp của Trái Đất, từ trường được gây ra và liên tục duy trì bởi sự đối lưu của sắt lỏng ở lõi ngoài. Sự quay của chất lỏng này khởi tạo ra từ trường. Sự xoay của lõi ngoài được duy trì bởi hiệu ứng Coriolis do sự quay của Trái Đất. Lực Coriolis có khuynh hướng đưa các chuyển động chất lỏng và dòng điện thành các cột (xem các cột Taylor, Taylor columns) thẳng hàng với trục quay. Khởi tạo từ trường được mô tả bằng phương trình cảm ứng:
{\displaystyle {\frac {\partial \mathbf {B} }{\partial t}}=\eta \nabla ^{2}\mathbf {B} +\nabla \times (\mathbf {u} \times \mathbf {B} )}
trong đó u là tốc độ, B là trường từ, t là thời gian, và {\displaystyle \eta =1/(\sigma \mu )} là độ khuếch tán từ (magnetic diffusivity) với {\displaystyle \sigma } độ dẫn điện và {\displaystyle \mu } độ từ thẩm. Tỷ số ở thành phần thứ hai bên phải liên quan đến thành phần đầu tiên của số Reynolds từ (Magnetic Reynolds number), một đại lượng không thứ nguyên của sự thúc đẩy từ trường đến khuếch tán.